# Daniel Śliż
Daniel Śliż (ur. 22 stycznia 1981) – polski lekarz, specjalista chorób wewnętrznych i zdrowia publicznego, nauczyciel akademicki, doktor habilitowany nauk medycznych, propagator medycyny stylu życia.

## Życiorys
W 2006 ukończył studia w Wydziale Lekarskim Akademii Medycznej w Warszawie. Specjalista chorób wewnętrznych (2013) i zdrowia publicznego (2019). Dyplomowany specjalista International Board of Life Style Medicine (2018).
Stopień doktora nauk medycznych uzyskał w 2011 w Warszawskim Uniwersytecie Medycznym na podstawie rozprawy pt. Standardy Stosowania Statyn w Polsce w świetle wyników badania "3ST-POL", której promotorem był Artur Mamcarz. W tej samej uczelni w 2024 na podstawie dorobku i osiągnięcia naukowego pt. Wpływ COVID-19 o łagodnym przebiegu na wydolność fizyczną oraz styl życia wyczynowych sportowców uzyskał stopień doktora habilitowanego w dziedzinie nauk medycznych i nauk o zdrowiu w dyscyplinie nauki medyczne.
Zawodowo związany z III Kliniką Chorób Wewnętrznych i Kardiologii Warszawskiego Uniwersytetu Medycznego i Szkołą Zdrowia Publicznego Centrum Medycznego Kształcenia Podyplomowego.
Współzałożyciel i prezes Polskiego Towarzystwa Medycyny Stylu Życia. Współzałożyciel i opiekun Studenckiego Koła Naukowego Medycyny Stylu Życia w Warszawskim Uniwersytecie Medycznym. Członek zarządu Sekcji Prewencji i Epidemiologii Polskiego Towarzystwa Kardiologicznego oraz członek zarządu Sekcji Kardiologii Sportowej Polskiego Towarzystwa Kardiologicznego. Członek Senatu Warszawskiego Uniwersytetu Medycznego w kadencji 2016-2020. Młody Ambasador Europejskiego Stowarzyszenia Kardiologii Prewencyjnej w kadencji 2020-2022. 
W 2020 wybrany na sekretarza naukowego Komitetu Zdrowia Publicznego Polskiej Akademii Nauk.
Autor lub współautor ponad 100 publikacji i doniesień zjazdowych. Redaktor razem z Arturem Mamcarzem pierwszego podręcznika medycyny stylu życia w języku polskim, monografii Ultrazdrowie oraz monografii Jak żyć, panie doktorze? (trzy części: Soma, Matriks i Psyche) i poradnika Jak zdrowo jeść, ruszać się, kochać i spać.